# Долонський сільський округ
Доло́нський сільський округ (каз. Долан ауылдық округі, рос. Долонский сельский округ) — адміністративна одиниця у складі Бескарагайського району Абайської області Казахстану. Адміністративний центр — село Долонь.
Населення — 1214 осіб (2021; 1789 у 2009, 2599 у 1999, 2773 у 1989).
Станом на 1989 рік існували Долонська сільська рада (села Долонь, Мостик, Черьомушки) та Боденелинська сільська рада (село Бодене).

## Склад
До складу округу входять такі населені пункти:
| Населений пункт | Старі назви | Населення, осіб (1989) | Населення, осіб (1999) | Населення, осіб (2009) | Населення, осіб (2021) |
| --------------- | ----------- | ---------------------- | ---------------------- | ---------------------- | ---------------------- |
| Бодене, село    | -           | 1199                   | 831                    | 578                    | 388                    |
| Долонь, село    | -           | 1448                   | 874                    | 616                    | 390                    |
| Мостик, село    | -           | 730                    | 602                    | 434                    | 363                    |
| Черемушка, село | -           | 595                    | 292                    | 161                    | 73                     |